# Worotyszcze
Worotyszcze (biał. Варацішча; ros. Воротище) – wieś na Białorusi, w obwodzie mińskim, w rejonie stołpeckim, w sielsowiecie Świerżeń Stary.
W miejscowości znajduje się przystanek kolejowy Worotyszcze, położony na linii Moskwa - Mińsk - Brześć.

## Historia
W dwudziestoleciu międzywojennym leżały w Polsce, w województwie nowogródzkim, w powiecie nieświeskim, w gminie Horodziej. Obok miejscowości istniały wówczas folwarki Worotyszcze Leśne I i II oraz Worotyszcze Polne. Demografia w 1921 przedstawiała się następująco:
|                              | Liczba mieszkańców | Budynki | Narodowość  | Narodowość        | Wyznanie    | Wyznanie |
| Polacy                       | Liczba mieszkańców | Budynki | Białorusini | rzymskokatolickie | prawosławne |          |
| ---------------------------- | ------------------ | ------- | ----------- | ----------------- | ----------- | -------- |
| wieś Worotyszcze             | 298                | 63      | 286         | 12                | 8           | 290      |
| folwark Worotyszcze Leśne I  | 15                 | 1       | 15          | –                 | 4           | 11       |
| folwark Worotyszcze Leśne II | 11                 | 1       | 11          | –                 | 10          | 1        |
| folwark Worotyszcze Polne    | 10                 | 1       | 7           | 3                 | 7           | 3        |

Po II wojnie światowej w granicach Związku Sowieckiego. Od 1991 w niepodległej Białorusi.